# Disney Connection
Disney Connection est un service internet de la Walt Disney Company géré par sa filiale Walt Disney Internet Group (WDIG). Ce service a été lancé d'abord au Japon en 2003 puis aux États-Unis et dans certains pays hispanophones.

## Historique et concept
Disney avait lancé plusieurs services interactifs éducatifs et de loisirs sur Internet depuis les années 1999-2000. Ces jeux prévus pour les enfants se caractérisent par un portail commun contenant des jeux, des activités basés sur les personnages de Disney. En plus, des éléments sont mis à jour de façon hebdomadaire dont des vidéos, des bandes-annonces de films et des informations.
Le 22 juillet 2003, WDIG regroupe ces services interactifs sous le nom Disney Connection. Le service est baptisé :  
- DisneyBB au Japon  sur le réseau Fleet's de NTT
- Connecta Disney en Espagne sur le portail Lycos

Les utilisateurs peuvent en plus accéder à 
- Disney's Toontown Online
- Disney's Blast
- Playhouse Disney Preschool Time Online un centre d'activité lié à Playhouse Disney

## Les implantations

### Japon
Disney a lancé DisneyBB en 2003  sur le réseau FLET'S (7 millions de souscripteurs en 2004), un service d'accès internet haut débit fourni par NTT East et NTT West.

### États-Unis
La version américaine est proposée depuis fin 2004 sur les réseaux de 
- Comcast.net
- Mediacom
- Verizon
- la page Kids d'Adelphia.net

### Autres pays
Le service baptisé Connecta Disney est proposé par Lycos dans plusieurs pays hispanophones
- Espagne
- Brésil
- Mexique